# Azcapotzalco
Azcapotzalco is een gemeente in Mexico-Stad. Het bevindt zich in het noordwesten van de stad. Azcapotzalco had 432.205 inwoners in 2020.

## Geschiedenis
De naam Azcapotzalco komt uit het Nahuatl en betekent 'heuvel van de mieren'. Azcapotzalco was oorspronkelijk een Tepaneekse stadstaat (altepetl). De heerser Tezozomoc (r. 1367–1420) veroverde Texcoco en vermoordde aldaar koning Ixtlilxochitl I. Zijn zoon Maxtla werd later gedood door Ixtlilxochitls zoon Nezahualcóyotl, die Azcapotzalco onderwierp (1428).
Ten tijde van Porfirio Díaz (president ca. 1876–1911) werd Azcapotzalco een wijk voor de meer gegoede Mexicanen. Daardoor bevindt er zich veel Franse architectuur. Tegenwoordig is het een meer industriële wijk. Er was tot 1991 een raffinaderij van PEMEX. Op het terrein van de oude raffinaderij bevindt zich sinds 2007 het Parque Bicentenario, een stadspark.

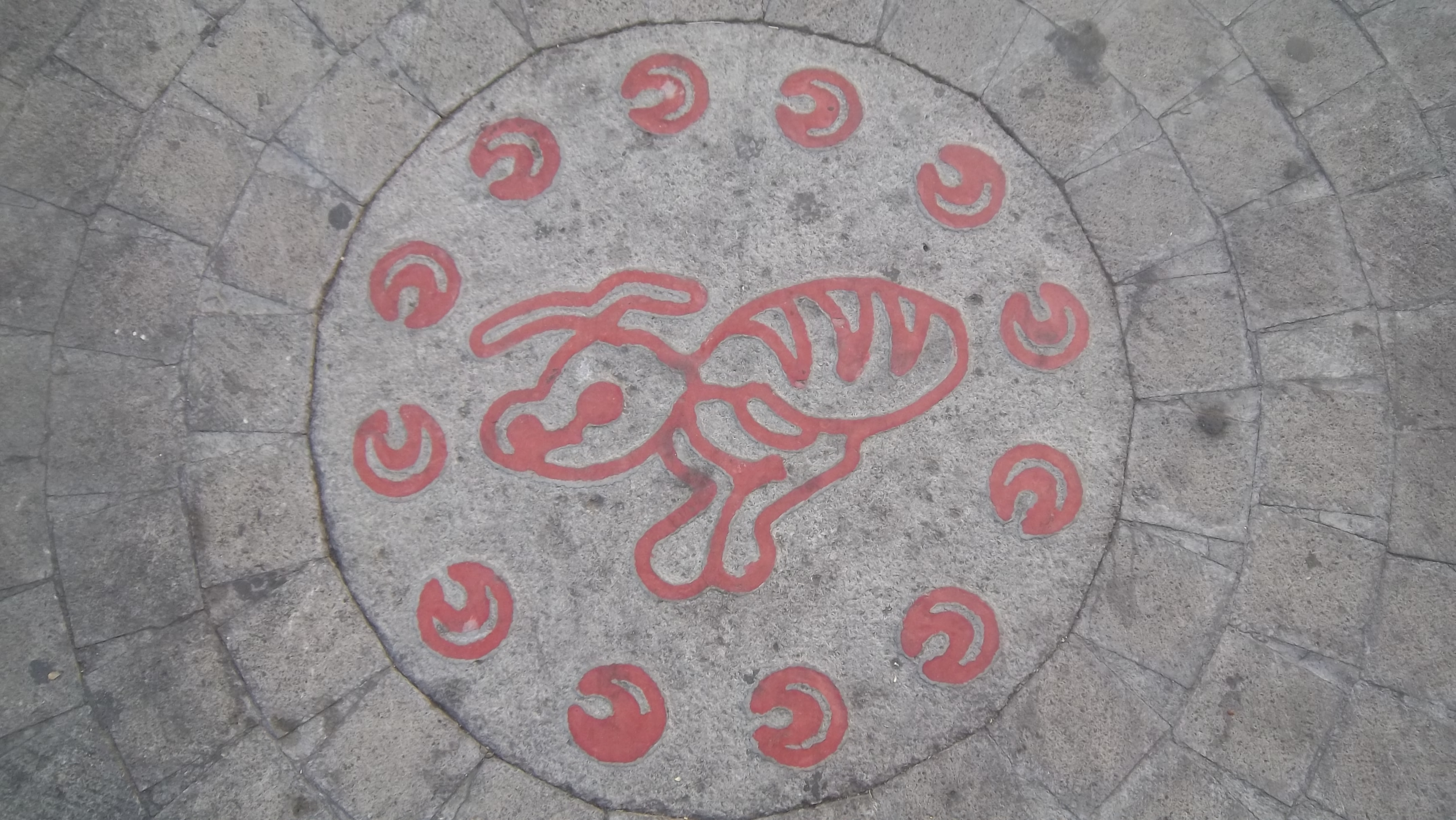
De mier als symbool van Azcapotzalco

## Religie
Het is de zetel van het rooms-katholieke bisdom Azcapotzalco.